# Гулящие люди (роман)
Гуля́щие лю́ди — исторический роман А. П. Чапыгина, написанный в 1930—1937 годах. Посвящён событиям «бунташного» XVII века: эпохе городских и народных восстаний («Соляной бунт» 1648 г., «Медный бунт» 1662 г.), церковного раскола (1654—1667) и изнурительных войн Московского государства с Польшей (1654—1667) и Швецией (1656—1661). Несмотря на подробное описание жизни и быта московских стрельцов, боярства, духовенства и посадского населения Москвы времен Алексея Михайловича, некоторыми критиками признается не историческим, а «авантюрным» романом.
В 1988 году роман был экранизирован режиссером Ильёй Гуриным.

## Сюжет
В смутное время проходит жизнь главного героя романа — стрелецкого сына Сеньки — вымышленного лица, в собирательном образе которого автору удалось воплотить мятежные настроения описываемой эпохи. Ему предстоит нелёгкий путь: стать жертвой обманщика монаха Анкудима, обманом заведшего юношу в монастырь, где он знакомится с бунтарём и авантюристом Таисием, прообразом которого стал известный авантюрист Тимофей Анкудинов, в 1640-е годы выдававший себя в Европе за сына царя Василия Шуйского. В романе кабацкий завсегдатай именует Таисия как «Тимошку, царёва сына» — отсылка к историческому Т. Анкудинову.
Храбрецу и богатырю от природы, Сеньке предстоит потерять родителей, ставших жертвами чумной эмидемии в Москве 1654 года, послужить патриарху Никону, испытать на себе любовь коварной боярыни Зюзиной и вернуться к Таисию, чтобы заварить с ним знаменитый «Медный бунт».
В ходе «Медного бунта» Таисий убит стрельцами, и Сенька встаёт на путь борьбы с царской властью уже в открытую. Он служит в Москве стрельцом Разбойного приказа, но не выдержав вида пыток, убивает двух особенно жестоких «исцов» — сыщиков и бежит из Москвы. В Ярославле он попадает в тюрьму, из которой бежит не без помощи разбойного атамана Ермила Пестрого (впоследствии убитого стрельцом у Яицкого городка), вместе с которым присоединяется к Степану Разину. После подавления восстания Разина Сенька попадает в Астрахань, где на его глазах казнят уцелевших повстанцев, в том числе есаула Григория Чикмаза, чей спор с воеводой перед казнью является одним из лучших эпизодов романа. В конце романа Сенька уже желает сам идти «на воевод и царя».
Роман не был дописан А. П. Чапыгиным, но в архиве писателя сохранились варианты эпилога, действие которого относится уже ко времени Стрелецкого бунта в Москве 1682 года. Согласно этим записям, неуловимый и непримиримый Сенька кончает свою жизнь на плахе.

## Стиль и структура
Роман, изначально задуманный автором как «народный», довольно сложен для понимания современным читателем из-за изобилия старославянских слов, на что Чапыгину указывал ещё Максим Горький.
Роман имел проблемы с изданием, так как некоторые его персонажи (в первую очередь Таисий) исповедуют анархические взгляды, не приветствовавшиеся в Советском Союзе. Острую критику вызвали и воззрения автора на межнациональные отношения: патриарх Никон, в частности, у него заявляет по поводу «единоверца» грузинского царя Теймураза I Давидовича, прибывшего в Москву летом 1658 года: «Христианин, а так же, яко грек, на турка глазом косит. В тех царях вера сумнительна, кои близ турка живут!».
Выведенная А. П. Чапыгиным масштабная и неоднозначная фигура Никона, автора постулата «священство выше царства», противопоставлявшего церковную власть светской, противоречила идеологии сталинизма. Расходилось с утвердившимися в советской литературе 1930-х годов принципами и довольно подробное, местами даже сочувственное, описание быта «городских низов» — бродяг, нищих, проституток («лиходельниц») и других — свойственное, впрочем, и другим произведениям, в частности, роману А. Н. Толстого «Пётр Первый» (1934).
В книге встречаются некоторые анахронизмы, также отдаётся дань соцреализму в виде, например, атеизма Сеньки — персонажа авантюрного и, вместе с тем, былинного.
Роман многонаселён, и все герои в нём имеют собственный голос: жестокий, коварный и властолюбивый царь Алексей Михайлович, его оппонент — умный, талантливый, но честолюбивый патриарх Никон, фанатик протопоп Аввакум, хитрые и вероломные бояре. Многоголосен нищий и оборванный народ (эпизоды Медного бунта и восстания Степана Разина), Степан Разин («послов не вязать, не ковать, а на шибеницу за горло, гой-да!» — по отношению к царским посланцам, предлагавших Разину сдаться). Ярка речь отдельных второстепенных персонажей, особенно есаула Григория Чикмаза — его присказка «Что было, то было, булатной иглою шито» является постоянным ответом на вопросы пытавшего его воеводы.